# باغ نوابی
باغ نوابی در جانب شمال غربی فلکهٔ قصرالدشت یا مسجد بردی جای دارد و یکی از باغ‌های پُرآوازهٔ زمان قاجار است. فرصت الدوله شیرازی ضمن اشاره به باغ‌های مهم و معتبر واقع در ده کرد و قصرالدشت از «باغ سرکار نواب که وکیل دولت انگلیس است» نام می‌برد و این همان باغی است که امروزه به باغ نوابی شهرت یافته‌است. منظور از سرکار نواب میرزا حسنعلی خان نواب شیرازی است. در دوران قاجار و در زمان حسنعلی خان نواب مدتی هندیان تابع دولت انگلیس در این باغ اقامت داشتند. نواب در جنوب شرقی این باغ ساختمانی بنا نموده‌است.